# Friedrich Meyer (Politiker, 1910)
Friedrich Meyer (* 10. Februar 1910 in Mardorf; † 30. November 1975 in Neustadt am Rübenberge) war ein deutscher Politiker (SPD). Er gehörte vom 4. Juni 1967 bis zum 20. Juni 1974 dem Niedersächsischen Landtag in Hannover in der 6. und 7. Wahlperiode an. Dort wirkte er im Ausschuss für Ernährung, Landwirtschaft und Forsten mit. 

## Leben
„Stoffers Fritz“ (wie er auch genannt wurde) besuchte von 1916 bis 1924 die Volksschule in Mardorf am Steinhuder Meer. Er wuchs auf dem elterlichen Kötnerhof „Stoffers“ auf. Schon sein Vater war 23 Jahre lang Bürgermeister, Gemeindevorsteher und Standesbeamter in Mardorf. 1929 und 1930 besuchte er die Landwirtschaftliche Fachschule. Er heiratete am 3. Mai 1930 in der Mardorfer Kapelle die Bauerntochter Ida Nortmeier (* 1912) vom „Wieschenhof“. Sie hatten zwei Töchter. Ab 1939 gehörte er der Wehrmacht (Luftwaffe) an. Am Ende des Zweiten Weltkriegs geriet er an der Ostfront in sowjetische Kriegsgefangenschaft, wo er bis 1946 in Sibirien festgehalten wurde.

## Wirken
Von 1952 bis 1956 war Meyer Mitglied des Kreiswohnungsausschusses zur Unterbringung der vielen Vertriebenen und Flüchtlinge im Landkreis Neustadt am Rübenberge.
Fritz Meyer war vom 27. November 1956 bis zum 15. November 1972 Landrat im Landkreis Neustadt am Rübenberge; bis 1961 für die DP, dann für die WG und FDP und ab 1964 für die SPD. Trotz der Folgen eines Schlaganfalls blieb er bis zur Gebietsreform 1974 noch Kreistagsabgeordneter der SPD. Im Kreistag setzte er sich besonders für den Wirtschaftswegebau („Grüner Plan“), die Wasserwirtschaft, die Einrichtung von Spielkreisen und bis zuletzt für die Selbständigkeit Mardorfs (zumindest als eigenständige Gemeinde in einer Samtgemeinde) ein. Als dies wegen der Interessen Hannovers am Steinhuder Meer nicht mehr möglich schien, versuchte er noch Mardorf in die neue Stadt Rehburg-Loccum zu integrieren.
Um 1952 bis 1957 war er stellvertretender und vom 1. Juni 1959 bis 1966 Vorsitzender des Niedersächsischen Landvolkes im Kreisverband Neustadt am Rübenberge. 1975 wurde er noch zum Ehrenvorsitzenden ernannt. Von 1959 bis 1967 war er auch Kreislandwirt für Neustadt a.Rbge.
Außerdem war Meyer Oberlandwirtschaftsrichter beim Oberlandesgericht – Senat für Landwirtschaftssachen – in Celle und Beisitzer am Verwaltungsgericht in Hannover.
1952 war er einer der Wiedergründer und bis 1961 Vorsitzender des Schützenvereins Mardorf e.V., später dessen Ehrenvorsitzender.
1957 war er Mitbegründer und Vorsteher des Meerbach-Verbandes (als Oberverband in Leese) bis zur Gründung des Unterhaltungsverbandes Meerbach-Führse 1960. Er gehört zu den Mitbegründern des Wunstorfer Aueverbandes und amtierte als dessen langjähriger Vorsitzender. Er zählt zu den Initiatoren der Wasser- und Bodenverbände (WuBv) – u. a. „Unteres Leinetal“ (Vorsteher 2.3.1967-23.4.1975) – und wirkte im Vorstand des WuBv „Steinhuder-Meerbruch“. Des Weiteren war er an wesentlichen Aufgaben der Wasserwirtschaft (u. a. die Meerbach, Nord- und Südbachregulierung) im Regierungsbezirk Hannover beteiligt. Damit verbunden war er Beisitzer der Spruchstelle für Flurbereinigung beim Landeskulturamt Hannover.
1960 war er einer der Wiedergründer und von 1965 bis 1974 Vorsitzender des Verkehrsvereins Mardorf e.V. Als einer der Initiatoren des „Kommunalverbandes Großraum Hannover“ setzte er sich ab 1963 für den nachhaltigen Tourismus am Steinhuder Meer ein und unterstützte 1974 die Gründung vom „Naturpark Steinhuder Meer“. Vor Ort versuchte er, die Betroffenen vom Nutzen zu überzeugen. Um 1965/1966 gründete er den eigenständigen SPD-Ortsverein Mardorf und blieb dessen Erster Vorsitzender bis Anfang 1972.
Für seine Verdienste bekam er 1973 das Bundesverdienstkreuz 1. Klasse verliehen. 
Er war am 15. Mai 1974 Mitglied der Bundesversammlung zur Wahl des neuen Bundespräsidenten.
Die Dorfgemeinschaft Mardorf e.V. benannte am 19. Februar 1986 das Dorfgemeinschaftshaus Landrat Friedrich Meyer nach ihm.